# Championnat de France de squash
Les Championnats de France de squash sont une compétition de squash individuelle organisée par la Fédération française de squash. Ils se déroulent chaque année depuis 1975.
Thierry Lincou détient le record de victoires masculines avec 11 titres entre 1997 et 2009. Camille Serme détient le record de victoires féminines avec 13 titres entre 2009 et 2025.

## Palmarès hommes
| Année | Vainqueur           | Finaliste           | Score                         | Lieu             |
| ----- | ------------------- | ------------------- | ----------------------------- | ---------------- |
| 2025  | Victor Crouin       | Grégoire Marche     | 11-5, 11-4, 11-9              | Chartres         |
| 2024  | Victor Crouin       | Melvil Scianimanico | 11-3, 11-3, 11-4              | Chartres         |
| 2023  | Victor Crouin       | Baptiste Masotti    | 9-11 11-6 11-2 11-6           | Chartres         |
| 2022  | Grégoire Marche     | Lucas Serme         | 11-5, 2-11, 11-6, 11-2        | Bordeaux         |
| 2021  | Grégoire Marche     | Mathieu Castagnet   | 11-9, 11-3, 11-4              | Bordeaux,        |
| 2020  | Lucas Serme         | Sébastien Bonmalais | 8-11, 11-1, 14-12, 11-6       | Bordeaux         |
| 2019  | Grégoire Marche     | Benjamin Aubert     | 11-8, 8-11, 11-8, 11-4        | Vendargues       |
| 2018  | Mathieu Castagnet   | Lucas Serme         | 11-5, 11-6, 11-6              | Vendargues,      |
| 2017  | Lucas Serme         | Grégoire Marche     | 4-11, 11-8, 11-5, 3-11, 11-8  | Vendargues       |
| 2016  | Mathieu Castagnet   | Grégoire Marche     | 11-8, 11-7, 11-3              | Aix-en-Provence  |
| 2015  | Mathieu Castagnet   | Lucas Serme         | 11-8, 11-6, 11-4              | Veigy-Foncenex   |
| 2014  | Grégoire Marche     | Mathieu Castagnet   | 12-10, 3-11, 11-6, 11-9       | Strasbourg       |
| 2013  | Grégory Gaultier    | Mathieu Castagnet   | 11-3, 11-6, 11-8              | Clermont Ferrand |
| 2012  | Grégory Gaultier    | Thierry Lincou      | 11-7, 11-5, 11-5              | Biganos          |
| 2011  | Grégory Gaultier    | Mathieu Castagnet   | 11-3, 11-3, 11-3              | Carcassonne      |
| 2010  | Grégory Gaultier    | Mathieu Castagnet   | 11-4, 11-7, 11-3              | Mulhouse         |
| 2009  | Thierry Lincou      | Grégory Gaultier    | 5-11, 11-4, 5-11, 11-3, 11-5  | La Ciotat        |
| 2008  | Thierry Lincou      | Renan Lavigne       | 11-4, 11-6, 11-2              | Le Havre         |
| 2007  | Thierry Lincou      | Grégory Gaultier    | 13-11, 9-11, 7-11, 11-6, 11-1 | Le Havre         |
| 2006  | Grégory Gaultier    | Thierry Lincou      | 11-4, 11-8, 5-11, 11-9        | Nîmes            |
| 2005  | Thierry Lincou      | Renan Lavigne       |                               | Rennes           |
| 2004  | Grégory Gaultier    | Renan Lavigne       |                               | Eysines          |
| 2003  | Thierry Lincou      | Renan Lavigne       |                               | Gravelines       |
| 2002  | Thierry Lincou      | Grégory Gaultier    |                               | Lyon             |
| 2001  | Thierry Lincou      | Grégory Gaultier    |                               | Toulouse         |
| 2000  | Thierry Lincou      | Jean-Michel Arcucci |                               | Eysines          |
| 1999  | Thierry Lincou      | Jean-Michel Arcucci |                               | Rennes           |
| 1998  | Thierry Lincou      | Jean-Michel Arcucci |                               | Eysines          |
| 1997  | Thierry Lincou      |                     |                               | Lille            |
| 1996  | Jean-Michel Arcucci | Thierry Lincou      |                               | Aix en Provence  |
| 1995  | Sameer Khan         |                     |                               | Toulouse         |
| 1994  | John Elstob         |                     |                               | Aix en Provence  |
| 1993  | Julien Bonetat      |                     |                               | Le Mans          |
| 1992  | John Elstob         |                     |                               | Marseille        |
| 1991  | John Elstob         |                     |                               | Béziers          |
| 1990  | John Elstob         |                     |                               | Mulhouse         |
| 1989  | John Elstob         |                     |                               | Aix en Provence  |
| 1988  | John Elstob         |                     |                               | Blois            |
| 1987  | Sean Flynn          |                     |                               | Strasbourg       |
| 1986  | Sean Flynn          |                     |                               | Toulouse         |
| 1985  | Éric Claudel        |                     |                               | Nantes           |
| 1984  | Patrice Chautard    |                     |                               | Marseille        |
| 1983  | Patrice Chautard    |                     |                               |                  |
| 1982  | Clarence Clauss     |                     |                               |                  |
| 1981  | Clarence Clauss     |                     |                               |                  |
| 1980  | Michel Baulac       |                     |                               |                  |
| 1979  | Denis Grozdanovitch |                     |                               |                  |
| 1978  | Denis Grozdanovitch |                     |                               |                  |
| 1977  | Denis Grozdanovitch | Patrick Rubino      |                               | Paris            |
| 1976  | Guy Quennouëlle     |                     |                               |                  |
| 1975  | Denis Grozdanovitch |                     |                               |                  |

## Palmarès femmes
| Année | Vainqueur         | Finaliste         | Score                        | Lieu             |
| ----- | ----------------- | ----------------- | ---------------------------- | ---------------- |
| 2025  | Camille Serme     | Énora Villard     | 11-3, 11-5, 11-1             | Chartres         |
| 2024  | Marie Stephan     | Énora Villard     | 13-11, 11-4,11-3             | Chartres         |
| 2023  | Marie Stephan     | Énora Villard     | 11-5 13-11 11-9              | Chartres         |
| 2022  | Marie Stephan     | Énora Villard     | 8-11, 12-10, 11-7, 11-2      | Bordeaux         |
| 2021  | Camille Serme     | Mélissa Alves     | 1-11, 14-12, 11-6, 11-6      | Bordeaux         |
| 2020  | Camille Serme     | Mélissa Alves     | 11-7, 11-5, 11-4             | Bordeaux         |
| 2019  | Camille Serme     | Mélissa Alves     | 12-10, 11-6, 11-6            | Vendargues       |
| 2018  | Camille Serme     | Coline Aumard     | 12-10, 11-5, 12-14, 11-5     | Vendargues,      |
| 2017  | Coline Aumard     | Julie Rossignol   | 11-7 11-1 11-3               | Vendargues       |
| 2016  | Camille Serme     | Coline Aumard     | 11-6 8-11 11-7 11-6          | Aix-en-Provence  |
| 2015  | Camille Serme     | Coline Aumard     | 5-11 11-6 11-5 8-11 11-9     | Veigy-Foncenex   |
| 2014  | Camille Serme     | Laura Pomportes   | 11-0 11-5 11-4               | Strasbourg       |
| 2013  | Camille Serme     | Coline Aumard     | 11-4 11-9 11-5               | Clermont Ferrand |
| 2012  | Camille Serme     | Laura Pomportes   | 11-6, 11-3, 11-6             | Biganos          |
| 2011  | Camille Serme     | Isabelle Stoehr   | 11-8 8-11 11-4 11-6          | Carcassonne      |
| 2010  | Camille Serme     | Isabelle Stoehr   | 6-11, 11-9, 11-6, 8-11, 11-5 | Mulhouse         |
| 2009  | Camille Serme     | Isabelle Stoehr   | 11-4 11-9 11-8               | La Ciotat        |
| 2008  | Isabelle Stoehr   | Camille Serme     | 9-7 9-4 5-9 9-4              | Le Havre         |
| 2007  | Isabelle Stoehr   | Camille Serme     | 9-2, 9-2, 9-7                | Le Havre         |
| 2006  | Isabelle Stoehr   | Célia Allamargot  | 9-5, 9-2, 9-4                | Nîmes            |
| 2005  | Isabelle Stoehr   | Corinne Castets   |                              | Rennes           |
| 2004  | Isabelle Stoehr   | Laurence Bois     |                              | Eysines          |
| 2003  | Isabelle Stoehr   | Corinne Castets   |                              | Gravelines       |
| 2002  | Isabelle Stoehr   | Corinne Castets   |                              | Lyon             |
| 2001  | Isabelle Stoehr   | Corinne Castets   |                              | Toulouse         |
| 2000  | Isabelle Stoehr   | Corinne Castets   |                              | Eysines          |
| 1999  | Corinne Castets   | Isabelle Stoehr   |                              | Rennes           |
| 1998  | Isabelle Stoehr   | Corinne Castets   |                              | Eysines          |
| 1997  | Isabelle Stoehr   |                   |                              | Lille            |
| 1996  | Corinne Castets   |                   |                              | Aix en Provence  |
| 1995  | Corinne Castets   |                   |                              | Toulouse         |
| 1994  | Corinne Castets   |                   |                              | Aix en Provence  |
| 1993  | Corinne Castets   |                   |                              | Le Mans          |
| 1992  | Corinne Castets   |                   |                              | Marseille        |
| 1991  | Corinne Castets   |                   |                              | Béziers          |
| 1990  | Corinne Castets   |                   |                              | Mulhouse         |
| 1989  | Corinne Castets   | Catherine Lebossé |                              | Aix en Provence  |
| 1988  | Corinne Castets   |                   |                              | Blois            |
| 1987  | Catherine Lebossé |                   |                              | Strasbourg       |
| 1986  | Corinne Castets   |                   |                              | Toulouse         |
| 1985  | Sabine Amigorena  |                   |                              | Nantes           |
| 1984  | Catherine Lebossé |                   |                              | Marseille        |
| 1983  | Sabine Amigorena  |                   |                              |                  |
| 1982  | Corinne Teulières |                   |                              |                  |
| 1981  | Corinne Teulières |                   |                              |                  |
| 1980  | Corinne Teulières |                   |                              |                  |
| 1979  | Hélène Guilaud    |                   |                              |                  |